# Midtermolen

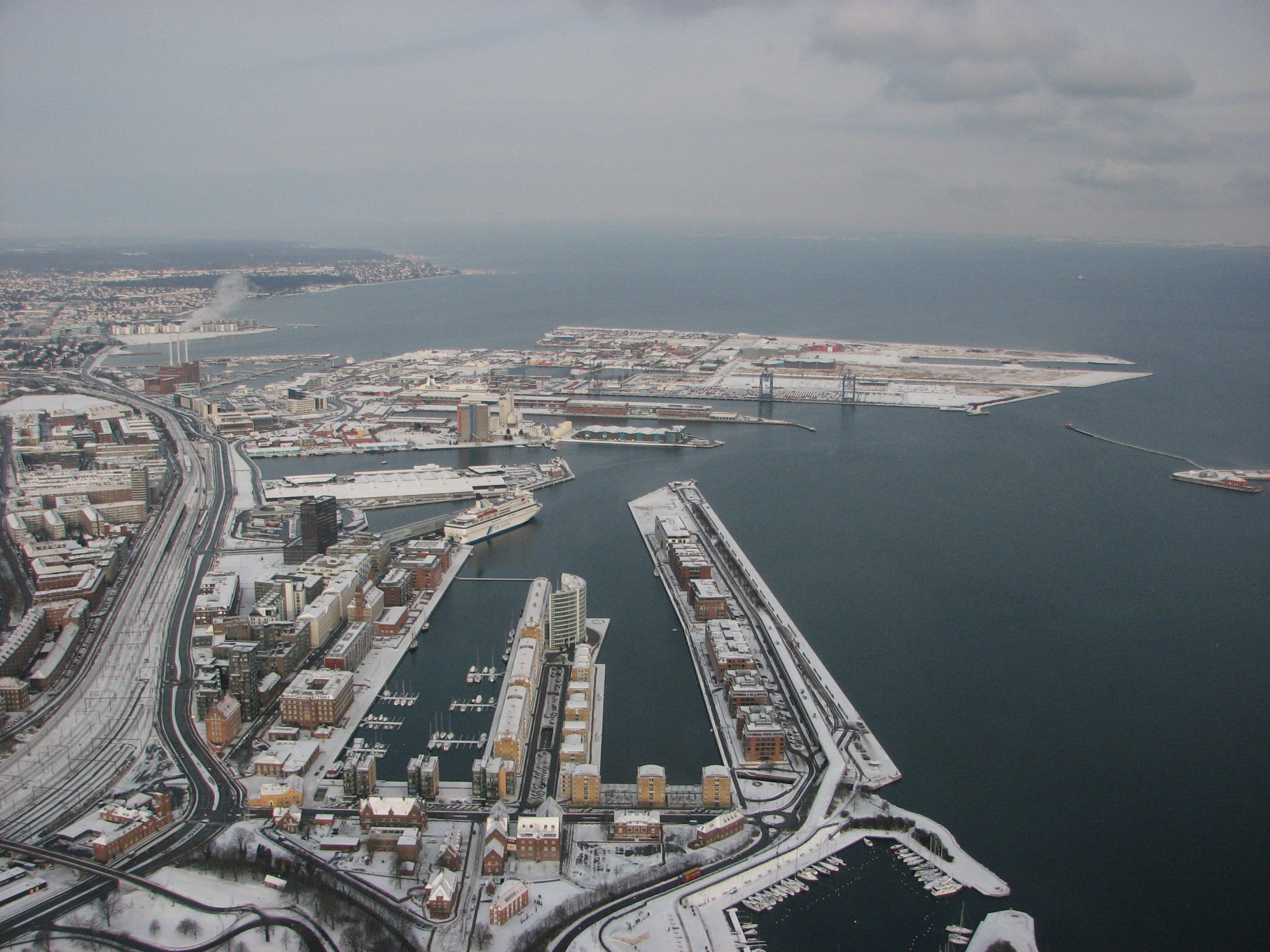
Blick auf das Hafengelände mit Midtermolen unten in der Mitte (parallel zum rechts liegenden Langeliniekaj)

Der Midtermolen ist ein Pier im südlichen Teil des Kopenhagener Hafens.

## Hintergrund und Geschichte
Der Midtermolen wurde im Zuge des Ausbaus des südlichen Hafengebiets zwischen 1891 und 1894 angelegt. Der Pier ragt in nord-südlicher Richtung vom Indiakaj aus in das Hafenbecken. An der Spitze stand das von Vilhelm Dahlerup, der im Zuge des Hafenausbaus mit Holger Christian Valdemar Møller mehrere Gebäude konzipierte, entworfene prägnante Lagerhaus Silopakhus. Von 1909 bis zum Zweiten Weltkrieg befand sich auf dem Dach des Gebäudes ein aus einer Kugel bestehendes offizielles Zeitsignal, die jeden Morgen hochgezogen wurde und um genau 13 Uhr herunterfiel. Das Gebäude fiel 1969 einem Brand zum Opfer. 
Aufgrund des Strukturwandels verlor der Kopenhagener Hafen zunehmend an Bedeutung, da sich der Güterverkehr zunehmend auf die Straße verlagerte. Dies führte einerseits zu einer Umstrukturierung des Hafengeländes, das Ende der 1980er Jahre vom dänischen Staat übernommen wurde, und andererseits der Neuausrichtung der Det Østasiatiske Kompagni. Nachdem sich das Unternehmen von einigen Geschäftszweigen getrennt hatte, verließ es den bisherigen Hauptstandort am Indiakay und bezog Mitte der 1990er Jahre eine vom Architekturbüro PLH Arkitekter entworfene neu gebaute Konzernzentrale an der Spitze des Piers. Später wurde das Gebäude vom Finanzdienstleister Alm. Brand als Firmenzentrale übernommen. Am Beginn des Piers haben die Schiffsmaklertochter von Maersk sowie die Dänemarktochter von Omnicom jeweils ihren Sitz.

## Fotogalerie

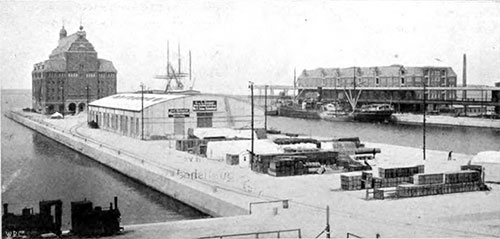
Blick auf den Pier vom Indiakaj (1907)
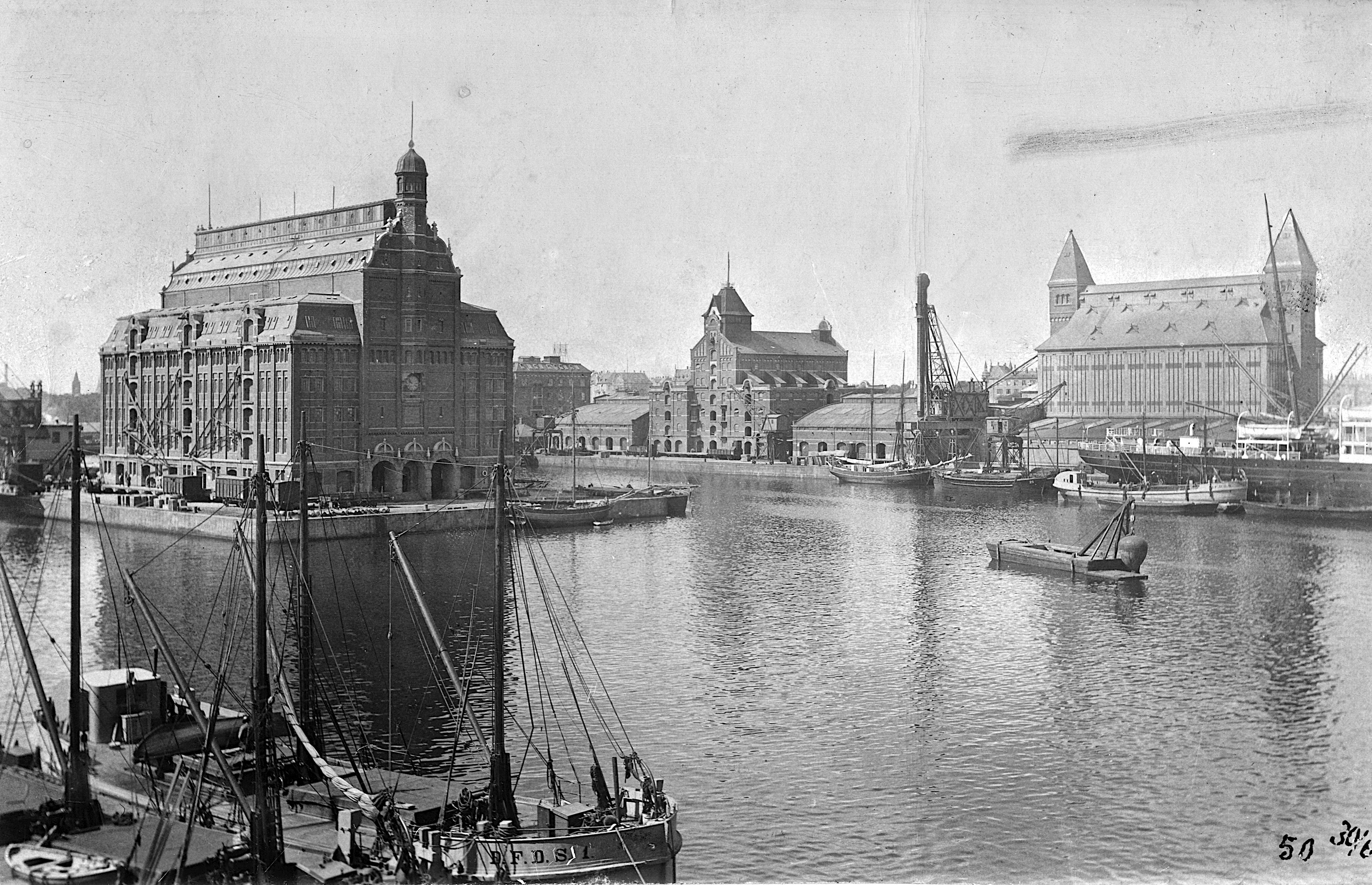
Südhafenbecken (1908)
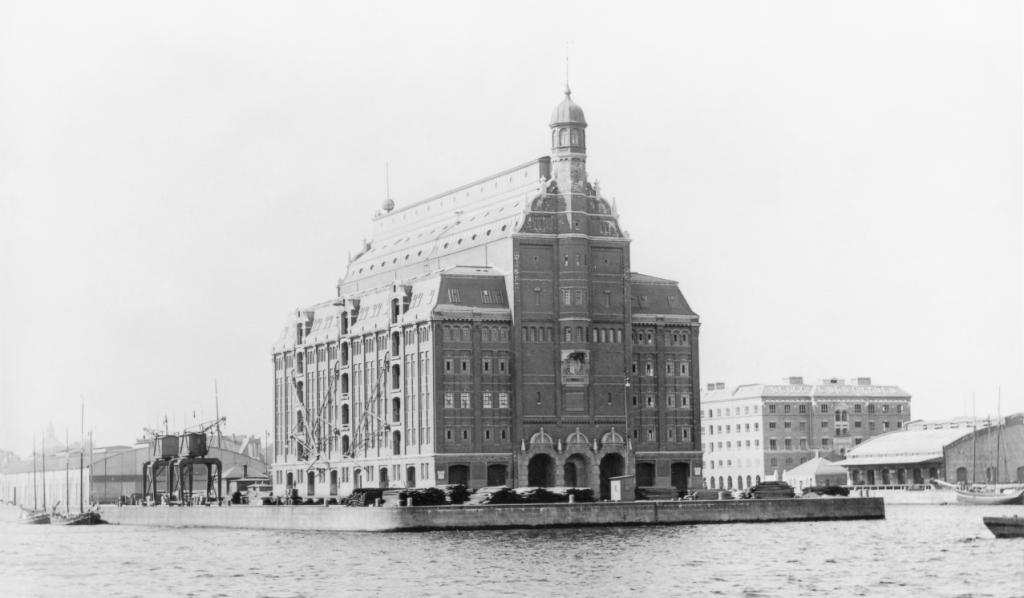
Silopakhus an der Spitze des Piers in den 1930er Jahren
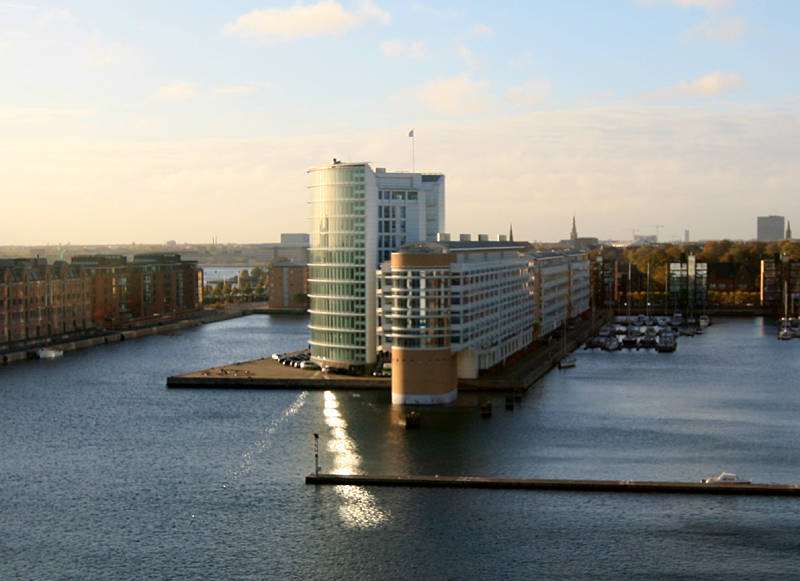
Firmenzentrale von Alm.Brand an der Spitze des Piers (2007)
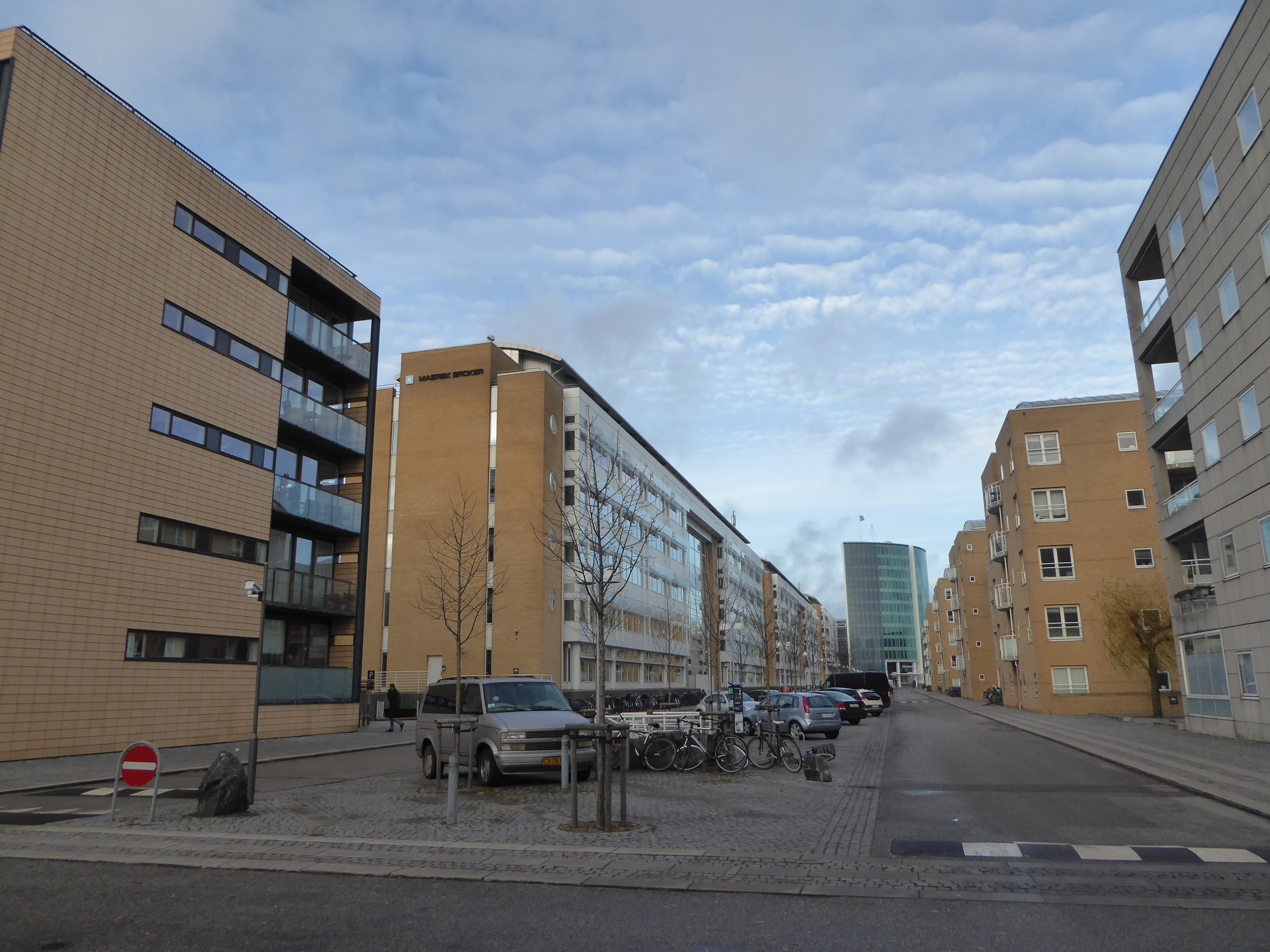
Blick auf den Pier vom Indiakaj (2016)
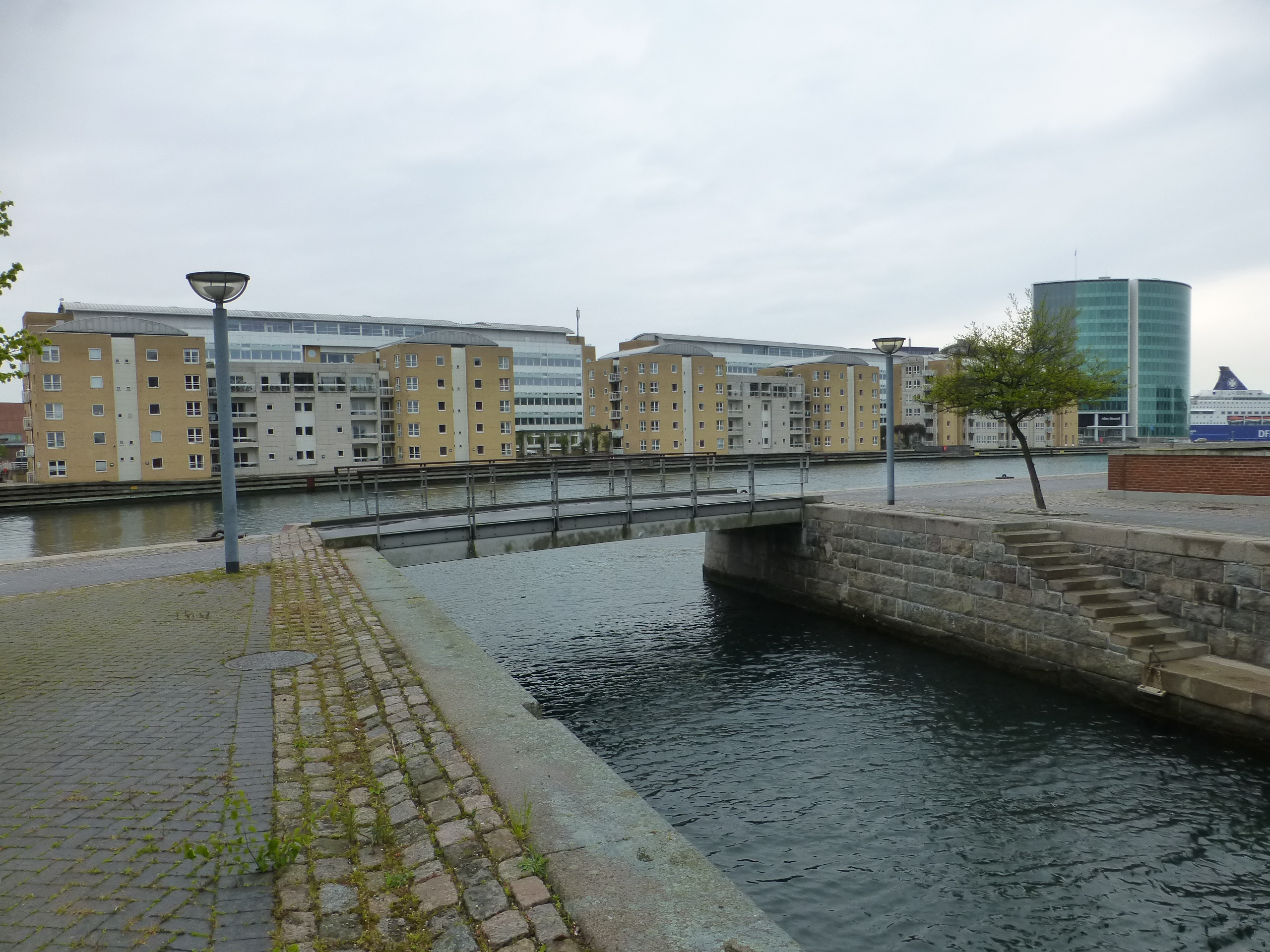
Blick vom Langeliniekaj